# Sandjak de Sofia
1393 – 1878
 (novembre 2019).
Le sandjak de Sofia (en turc : Sofia Sancağı, en bulgare : Софийски санджак) était l'un des sandjaks de l'Empire ottoman dont le chef-lieu était Sofia. Il fut fondé en 1393 et dissout après la création de la Principauté de Bulgarie en 1878.

## Source
- (en) Cet article est partiellement ou en totalité issu de l’article de Wikipédia en anglais intitulé « Sanjak of Sofia » (voir la liste des auteurs).